# السود (أسلم)

تعديل مصدري - تعديل

السود هي إحدى قرى عزلة أسلم الوسط بمديرية أسلم التابعة لمحافظة حجة، بلغ تعداد سكانها 99 نسمة حسب تعداد اليمن لعام 2004.